# ماريا بيليباساكي
ماريا بيليباساكي (باليونانية: Μαρια Μπελιμπασακη ؛ ولدت في 19 يونيو 1991) عداءة يونانية متقاعدة. شاركت في 200 متر و 100 متر في الألعاب الأولمبية الصيفية 2012 و 200 متر في الألعاب الأولمبية الصيفية 2016. فازت بالميدالية الفضية في بطولة أوروبا 2018 في سباق 400 متر.